# 杉原行里
杉原 行里（すぎはら あんり、男性、1982年5月7日 - ）は、日本の経営者。株式会社RDS代表取締役。HERO X編集長。

## 経歴
埼玉県所沢市出身。15歳で単身渡英、イギリスの全寮制高校に進学をした。その後、Ravensbourne University Londonに進み、プロダクトデザインを専攻。入学当初は建築デザインや自動車などの工業デザインに傾倒していたが、在学中に医療や福祉のデザインに関心を持つようになり、ユニバーサルデザインや医療機器関係のデザインを学んだ。
大学卒業後、ロンドンの大学院に進む準備を進めていたが、父親が創業した株式会社RDSがリーマン・ショックの影響で経営危機に陥った為に帰国を決意。2008年、株式会社RDSの専務取締役兼クリエイティブ・ディレクターとして医療・福祉関連（医工連携分野）のデザインにも着手し、会社存続の立て直しを図った。
2010年、素材で遊ぶプロダクトを展開する株式会社AMIREX代表取締役に就任。翌年にはRJCカー・オブ・ザ・イヤーの選考委員に選出される。2012年、株式会社セイタロウデザインの山崎晴太郎とともに医療・福祉プロダクトメーカー、株式会社メディカルチャープラスを設立。プロデュースを手掛けた世界最軽量の「ドライカーボン松葉杖」が、2013年度のグッドデザイン金賞（経済産業大臣賞）を受賞。
2014年には人類初の月面探査レース「Google Lunar XPRIZE」に挑戦している日本発の民間月面探査チーム『HAKUTO』とサポーティングカンパニー契約を締結した。同年、遠藤謙や為末大とともにトップアスリート向け競技用義足「Xiborg Genesis（サイボーグ ジェネシス）」の開発を行う企業「Xiborg（サイボーグ）」を立ち上げ、現在はアドバイザリーボードを務める。2017年6月には「HERO X」というメディカル、テクノロジー、スポーツに焦点を当てた新たなメディアをウェブ上で立ち上げ、自ら編集長についた。
そして、2018年3月に開催された平昌パラリンピックでは森井大輝選手、夏目堅司選手、村岡桃佳選手のオフィシャルサプライヤーを株式会社RDSが務め、主にチェアスキーシートの開発を手掛けた。さらに、ロンドンパラリンピック後に現役を引退していた伊藤智也選手と意気投合し、東京2020復帰に向けてRDS社による「伊藤モデル」(車いす陸上用マシン)の開発に従事している。
2018年6月、株式会社RDS代表取締役に就任。2019年1月より「HERO X RADIO」におけるラジオパーソナリティとしての活動をスタートした。2019年6月、RDSはF1チームであるレッドブル・トロロッソ・ホンダとスポンサー契約を締結した。2019FIAフォーミュラ・ワン世界選手権の第8戦フランスGPより、オフィシャルパートナーとしてRDSのロゴがF1マシン「STR14」に表示される。
また同年9月18日には、東京五輪2020大会で金メダルを目指す伊藤智也選手(57)をバックアップすると発表。この発表は東京都内でプロジェクト発表会が行われ、ボーダーレスな未来を描く3つの最先端プロダクトとして、（1）アスリート向け車いすレーサー「WF01TR」、（2）最適なシーティングポジションの検討に役立つシミュレーター「SS01」、（3）通信対戦が可能なVRレーサー「CYBER WHEEL X」を発表した。
2020年5月、世界最高峰のデザインアワード「A’ Design Award & Competition」にてアワード最高評価のプラチナを獲得。「RDS WF01」「RDS WF01TR」「RDS SS01」のエントリー全プロダクトが入賞。「RDS WF01」はカテゴリー最優秀賞となるプラチナを獲得。「RDS WF01TR」はGOLD、「RDS SS01」はBRONZEを受賞している。同じく2020年にGOOD DESIGN AWARDでも「RDS WF01TR」「RDS SS01」「RDS WF01」「Cyber Wheel X」も受賞。
自身が代表を務める株式会社RDSではJALの機内誌に特集も掲載される。
2021年には全世界で各デザイナーが受賞したデザイン賞の数で順位を決定する世界のベストケアデザイナー「DAC」にて世界2位を獲得。また、すべての国とすべての分野が含まれており、世界的に受賞したデザイン賞の数でランキングされているR+DESIGN RANKINGでは124位を獲得。同じく2021年にはGOOD DESIGN AWARDでも「幼児カート [RDS ガーバ]」も受賞。
また2021年5月、2年連続で「A’ Design Award & Competition」にてゴールドを受賞。同2021年には上智大学非常勤講師に就任する。伊藤智也選手をバックアップするプロジェクトは「news every.」でも特集され東京パラリンピックで伊藤選手は自己ベストを叩き出した件についても紹介された。
2024年5月、F1レーサー 角田裕毅とのパートナーシップを発表。発表に合わせて杉原行里と角田裕毅の対談動画も公開された。

## 受賞
- 2013年 松葉杖 [ドライカーボン松葉杖] 
グッドデザイン賞　金賞（経済産業大臣賞）  
グッドデザイン賞　ベスト100

- 2013年 株式会社アールディエス
～CFRPの技術を駆使した医療・福祉機器の開発とブランディング～ 
第3回 渋沢栄一ビジネス大賞ベンチャースピリット部門　奨励賞[28]
- クールジャパン・マッチングアワード 2019 
準グランプリ　CYBER SPORTS(サイバースポーツ)[29]
- 2020年 A’ Design Award & Competition
PLATINUM　RDSWF01  
GOLD　 RDSWF01TR  
BRONZE　 RDSSS01
- 2020年 GOOD DESIGN AWARD RDS WF01TR RDS SS01 RDS WF01 Cyber Wheel X
- 2021年 DAC RANKING 2位
- 2021年 R+ RANKING 124位
- 2021年 A’ Design Award & Competition  GOLD　Gait Analysis Robot Medical Health Measurement System
SILVER　 RDS Wusa Electric Personal Mobility  
BRONZE　 RDS Gaaba Infant Cart
- 2021年 GOOD DESIGN AWARD RDS GAABA
- 2022年 A’ Design Award & Competition  GOLD WF02

## 出演

### テレビ番組
- 首都圏ネットワーク（NHK総合）2014年1月30日放送
- 朝ズバッ!（TBS）2014年3月5日放送
- With ～チャレンジド・アスリート 未来を拓くキズナ～（BS朝日）2018年2月24日放送
- 首都圏ネットワーク（NHK総合）2019年5月21日放送
- WBS（テレビ東京）2019年9月18日放送
- おはよう日本（NHK総合）2019年12月16日放送
- 埼玉ビジネスウォッチ（テレビ埼玉）2020年2月15日放送
- 1st look「Japan: Innovating the Game」（NBC）2020年3月19日放送
- 廣瀬俊朗と芸人軍団がスクラム調査（テレビ愛知）　激熱リーダーズ2 2021年7月3日放送
- WHO I AM（WOWOW）2021年8月21日放送
- WBS（テレビ東京）2021年8月29日放送

### ラジオ番組
- 世界に誇る！元気印カンパニー（CityFMさいたま）2014年4月13日放送
- ニッポンチャレンジドアスリート（ニッポン放送）2017年10月9日放送
- JAM THE WORLD（J-WAVE）2018年10月14日放送
- 文化百貨店（FMヨコハマ）2019年1月6日放送
- HERO X RADIO（渋谷クロスFM）メインパーソナリティー 2019年1月25日より放送開始
- アフター６ジャンクション（TBSラジオ）2019年3月25日放送
- 埼玉 彩響のおもてなし（ラジオ日本）2019年7月30日放送
- J-WAVE TOKYO MORNING RADIO（J-WAVE）2019年10月16日放送
- アフター６ジャンクション（TBSラジオ）2019年12月2日放送
- 有楽町イノベーション井戸端会議（ニッポン放送）2019年12月30日放送
- J-WAVE TOKYO MORNING RADIO（J-WAVE）2020年1月13日放送
- J-WAVE TOKYO MORNING RADIO（J-WAVE）2020年5月25日放送
- J-WAVE TOKYO MORNING RADIO（J-WAVE）お留守番ナビゲーター 2020年7月20日から7月23日放送
- J-WAVE HOLIDAY SPECIAL MOVIN' ON（J-WAVE）モバイルステーションナビゲーター 2021年2月11日放送
- THE TRAD（TOKYO FM）2021年3月8日放送
- 森本毅郎 スタンバイ！（TBSラジオ）2021年3月9日放送
- DIGITAL VORN Future Pix（TOKYO FM）2021年5月1日放送
- DIGITAL VORN Future Pix（TOKYO FM）2021年5月8日放送
- JK RADIO TOKYO UNITED（J-WAVE）2021年6月18日放送
- JK RADIO TOKYO UNITED（J-WAVE）2021年6月25日放送
- J-WAVE TOKYO MORNING RADIO（J-WAVE）2021年8月18日、19日放送（ 休演の別所哲也氏に代わりお留守番ナビゲーターを務める）
- 新番組ZIP-FM Podcast「HEROQUEST」のナビゲーターを2022年4月4日から開始

### トークショー
- 超福祉展シンポジウムにて登壇（超福祉展）2018年11月10日
- BEYOND CONFERENCEにて登壇（TEAM BEYOND）2019年7月30日
- Border Sessionsにて登壇（BORDER SESSIONS）2019年10月5日
- ONE - Our New Episode - in KANAGAWAにて登壇（東京2020 NIPPONフェスティバル）2019年10月6日
- INNOVATION WORLD COMPLEX（J-WAVE81.3FM）2020年8月16日
- MARUZEN Presents「書店で学ぶSDGs」（丸善ジュンク堂書店）2020年9月28日

### 書籍
- 10歳からできる 自分のあたまで考えること（株式会社ポプラ社）2022年3月24日

### インターネットメディア
- 東京パラリンピック　車いす開発の技術を一般利用者へ（NHKニュース おはよう日本）2019年12月16日
- パラ競技用車いすのイノベーター　技術応用で“座る”を革新（日経XTREND）2019年12月26日
- パラスポーツの用具開発はCSRではなくCSV（TEAM BEYOND）2019年12月26日
- パラ競技車いすのイノベーター　福祉にもパーソナル化（日本経済新聞）2020年2月4日
- 「車いす＝歩行の不自由な人の乗り物という発想が残念」プロダクトの追求、その先へ。（SUPER CEO）2020年5月20日
- RDSがF1 チーム「スクーデリア・アルファタウリ・ホンダ」とタッグでメッセージを発表（ベストカーWEB）2020年7月10日
- RDS reveals its awarded products at the “A’ Design Award & Competition 2020”（JEC GROUP）2020年7月10日
- 民間技術で社会課題解決　埼玉県などがプロジェクト公表（産経新聞）2020年7月21日
- 【パーソナルスタイル×ロボット】ロボットのテクノロジーがある日常を目指して（ROBOT CREATORS MAGAZINE）2020年7月21日
- 【もっと知りたい版】「かっこいいは正義」（日テレNEWS２４）2020年9月15日
- パラ選手支える技術者　東京大会延期もバネに熱く（日本経済新聞）2020年11月12日
- スポーツ義足や車いす、日本の技術が世界に挑む（日本経済新聞）2021年8月26日
- 58歳のおっちゃんと技術の融合　パラ出場支えた日の丸開発チーム（日経BP）2021年8月31日

### 雑誌
- flash チームRDSの挑戦（光文社）2020年2月25日号
- NIKKEI DESIGN Ｎｏ　Ｄｅｓｉｇｎ，Ｎｏ　Ｂｕｓｉｎｅｓｓ．（日経BPマーケティング）2020年4月号

### 新聞
- 企業の取組みについて掲載（読売新聞）2020年1月28日朝刊
- 車いす陸上代表　伊藤智也　５６歳、若手技術者と二人三脚（産経新聞）2020年2月24日朝刊
- 体と一体カッコイイ車いす（朝日新聞）2021年8月23日朝刊